# Khaled Benaissa
Pour les articles homonymes, voir Benaissa.
 (août 2024).
La mise en forme du texte ne suit pas les recommandations de Wikipédia : il faut le « wikifier ».
Les points d'amélioration suivants sont les cas les plus fréquents. Le détail des points à revoir est peut-être précisé sur la page de discussion.
- Les titres sont pré-formatés par le logiciel. Ils ne sont ni en capitales, ni en gras.
- Le texte ne doit pas être écrit en capitales (les noms de famille non plus), ni en gras, ni en italique, ni en « petit »…
- Le gras n'est utilisé que pour surligner le titre de l'article dans l'introduction, une seule fois.
- L'italique est rarement utilisé : mots en langue étrangère, titres d'œuvres, noms de bateaux, etc.
- Les citations ne sont pas en italique mais en corps de texte normal. Elles sont entourées par des guillemets français : « et ».
- Les listes à puces sont à éviter, des paragraphes rédigés étant largement préférés. Les tableaux sont à réserver à la présentation de données structurées (résultats, etc.).
- Les appels de note de bas de page (petits chiffres en exposant, introduits par l'outil «  Source ») sont à placer entre la fin de phrase et le point final[comme ça].
- Les liens internes (vers d'autres articles de Wikipédia) sont à choisir avec parcimonie. Créez des liens vers des articles approfondissant le sujet. Les termes génériques sans rapport avec le sujet sont à éviter, ainsi que les répétitions de liens vers un même terme.
- Les liens externes sont à placer uniquement dans une section « Liens externes », à la fin de l'article. Ces liens sont à choisir avec parcimonie suivant les règles définies. Si un lien sert de source à l'article, son insertion dans le texte est à faire par les notes de bas de page.
- La présentation des références doit suivre les conventions bibliographiques. Il est recommandé d'utiliser les modèles {{Ouvrage}}, {{Chapitre}}, {{Article}}, {{Lien web}} et/ou {{Bibliographie}}. Le mode d'édition visuel peut mettre en forme automatiquement les références.
- Insérer une infobox (cadre d'informations à droite) n'est pas obligatoire pour parachever la mise en page.

Pour une aide détaillée, merci de consulter Aide:Wikification.
Si vous pensez que ces points ont été résolus, vous pouvez retirer ce bandeau et améliorer la mise en forme d'un autre article.
Khaled Benaissa (en arabe : خالد بن عيسى) est un acteur, réalisateur et producteur algerien né en 1978 à Annaba,,.

## Biographie
Khaled Benaissa obtient en 2004 son diplôme d’état en architecture à Alger puis mène des études de cinéma en France en 2005 et 2006 (FEMIS, Université d’été). Comédien, il a joué dans Douar de femmes et Mascarades, deux films primés par le jury lycéen d’Apt, et réalisé en 2006 un premier court métrage Peur Virtuelle.

## Filmographie

### Longs-métrages
- 2004 : El Manara de Belkacem Hadjadj : Fawzi[4]
- 2005 : Douar de femmes de Mohamed Chouikh : le marchand de bestiaux
- 2008 : Mostefa Ben Boulaïd de Ahmed Rachedi : Larbi Ben M'hidi
- 2008 : Mascarades de Lyes Salem : un homme dans le bus[5]
- 2009 : Il était une fois dans l'Oued de Djamel Bensalah : un cousin
- 2010 : Pégase de Mohamed Mouftakir
- 2012 : Zabana ! de Saïd Ould Khelifa : Ali Zamoum
- 2012 : Le Repenti de Merzak Allouache : Lakhdar, le pharmacien[6]
- 2014 : L'Oranais de Lyes Salem : Hamid[4]
- 2019 : Sortilège d'Alaeddine Slim[7],[4]
- 2020 : Papicha de Mounia Meddour : Abdellah
- 2021 : La Famille de Merzak Allouache[8]
- 2024 : Larbi Ben M'hidi de Bachir Derrais[8]
- 2024 : Barbès, Little Algérie de Hassan Guerrar : Najib dit Préfecture[9]
- 2024 : Les Tempêtes de Dania Reymond : Nacer[10]

#### Courts-métrages
- 2005 : Mobilis: 2 millions d'abonnés publicité de Farid Dms Debah (2 min) : un jeune homme
- 2006 : Ce qu’on doit faire
- 2007 : Khti (Ma sœur) de Yanis Koussim (18 min)
- 2010 : Dernier passager (The Last Passenger) de Mounes Khammar (7 min)[11]
- 2011 : Mina de Eva Pervolovici (14 min)
- 2011 : Procrastination de Etienne Kaleb (10 min) : Azzedine[12]

### Télévision
- 2018 : Nar Berda
- 2019 : El khaoua
- 2019 : Ward Asswad
- 2020 : Liyam[13]
- 2021 : Ronde de nuit d'Isabelle Czajka : Rachid / Yacine[14]
- 2021 : Timoucha
- 2021 : Yemma
- 2024 : El Barani
- 2025 : El Firak
- 2025 : Timoucha 3

### Réalisateur
- 2009 : Ils se sont tus (Sektou) court métrage de 16 min[15]
- 2014 : Couscous Bladi, série réalisée produite par la télévision algérienne

## Prix
- 2009, pour la réalisation de Ils se sont tus :
  - Festival panafricain du cinéma et de la télévision de Ouagadougou : Poulain d'or
  - Festival international du film d'Amiens : Prix Cinécourts
- 2012, dans Le Repenti, Festival du film francophone d'Angoulême : Valois du meilleur acteur
- 2015, dans L'Oranais, Trophées francophones du cinéma : Trophée francophone du second rôle masculin